# Сиво-виолетова гълъбка
Сиво-виолетовата гълъбка, наричана също сива гълъбка (Russula cyanoxantha), е вид ядлива базидиева гъба от семейство Russulaceae.

## Описание
Шапката достига до 15 cm в диаметър. В ранна възраст е дъговидно извита, а в напреднала възраст става разперена до плоска, с вдлъбнатина в средата. Ръбът ѝ е остър и набразден по края. Кожицата във влажно време е лепкава и гола. На цвят е много изменчива – в началото най-често е сива, сиво-зелена, а по-нататък придобива различни тонове на виолетовото и зеленото, които преливат един в друг. Пънчето достига дължина 12 cm и е цилиндрично, плътно, по-късно гъбесто. На цвят е белезникаво, понякога със слаб виолетов оттенък. Месото е здраво, еластично, бяло, под кожицата виолетово. Има приятен, понякога лют вкус. Смята се за една от най-вкусните гълъбки и може да се консумира както в прясно състояние, така и консервирана.

## Местообитание
Среща се много често през юни – октомври. Расте поединично или на малки групи в широколистни и смесени гори, най-вече под бук, дъб и габър.